# Kościół Chrystusa Króla w Suwałkach
Kościół Chrystusa Króla w Suwałkach – rzymskokatolicki kościół parafialny należący do parafii pod tym samym wezwaniem (dekanat Suwałki – św. Benedykta i Romualda diecezji ełckiej).
Budowa świątyni została rozpoczęta w 1996 roku. Kościół został poświęcony w listopadzie 2001 roku przez księdza biskupa Edwarda Samsela.
Kształt świątyni połączonej z domem parafialnym przypomina namiot, w którym człowiek spotyka się z Bogiem. W podziemiach świątyni jest umieszczona kaplica, z wystrojem oraz obrazami i płaskorzeźbami wykonanymi z marmuru włoskiego autorstwa profesora Andrzeja Strumiłły.